# Ianthopsis pulchra
Ianthopsis pulchra là một loài chân đều trong họ Acanthaspidiidae. Loài này được Hansen miêu tả khoa học năm 1916.